# Kąty Wrocławskie
Kąty Wrocławskie (fino al 1930 Canth; dal 1930 al 1945 Kanth) è un comune urbano-rurale polacco del distretto di Breslavia, nel voivodato della Bassa Slesia.
Ricopre una superficie di 176,66 km² e nel 2007 contava 18 346 abitanti.